# 일본-팔라우 관계

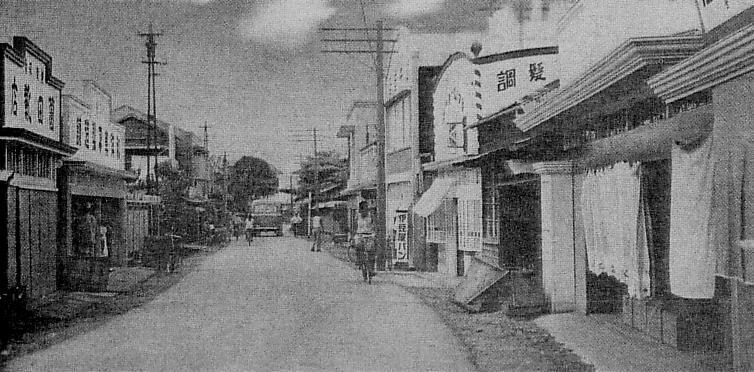
팔라우가 일본의 지배를 받던 당시에 촬영된 코로르 시가지의 모습

일본-팔라우 관계는 일본과 팔라우의 양국 관계를 가리킨다. 두 나라는 매우 우호적이며, 섬내에 거주하고 있는 주민 중에서 일본인 출신자가 다수 있다고 보이며, 일본어 역시 공용어로 채택되었으나, 형식적일 뿐이다. 양국 모두 다 대사관을 도쿄도와 코로르에 각각 마련하고 있다. 항공 노선의 경우 일본항공이나 전일본공수와 같은 일본 국적 항공사가 아닌 미국의 델타 항공이 나리타 국제공항과 팔라우 국제공항을 거쳐서 운항하였지만, 현재는 운항이 중단되었다.

## 같이 보기
- 일본의 국제 관계